# William Kunstler

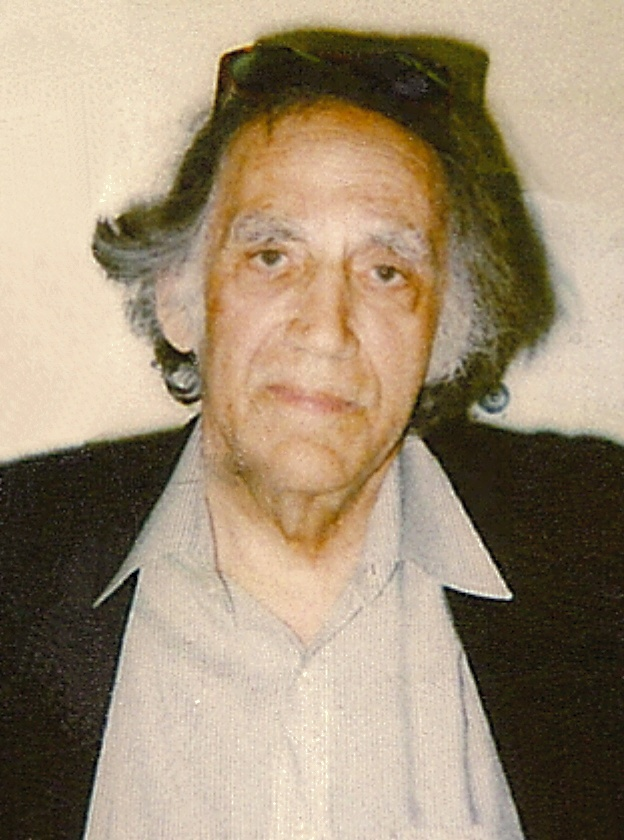
William Kunstler, um 1989

William Moses Kunstler (* 7. Juli 1919 in New York; † 4. September 1995 in Manhattan, New York) war in den 1960er und 1970er Jahren der bekannteste Bürgerrechtsanwalt in den USA. Er war Vorstandsmitglied der American Civil Liberties Union (ACLU) und Mitbegründer des Center for Constitutional Rights (CCR).

## Persönlichkeit und bekannte Klienten
Zu Kunstlers Klienten zählten u. a. Martin Luther King, Larry Davis, Malcolm X, Phillip und Daniel Berrigan, Abbie Hoffman, H. Rap Brown, Stokely Carmichael, Adam Clayton Powell Jr., Filiberto Ojeda Ríos, Leonard Peltier, Bobby Seale, Angela Davis, die Freedom Riders, Assata Shakur und die Chicago Seven. Er vertrat die wegen einer Gefängnisrevolte in Attica Angeklagten und das American Indian Movement. Kunstler war eine stark polarisierende Persönlichkeit – er selbst bezeichnete sich als „philosophischen Anarchisten“. Während er bei Konservativen auf Ablehnung und Empörung stieß, genoss er bei Linksliberalen große Anerkennung. Gern ließ er sich auf dem Weg zum Gerichtstermin mit hochgereckter rechter Faust ablichten (so zeigt ihn ebenfalls der Deckel seiner 1994 erschienenen Autobiographie „My Life as a Radical Lawyer“), in der Linken die dicken Prozessakten: „Meine Vision Amerikas ist idealistisch wie unsere Verfassung“. Die New York Times nannte ihn „the most hated and most loved lawyer in America“ (den am meisten verhassten und am meisten geliebten Anwalt Amerikas). Kunstler verteidigte auch geschmähte Mitglieder der Gesellschaft wie Vergewaltiger und Mörder, weigerte sich aber, rechte Gruppen wie die antikommunistischen Minutemen zu vertreten. Er begründete dies mit den Worten: „I only defend those whose goals I share. I’m not a lawyer for hire. I only defend those I love“ (Ich verteidige nur solche, deren Ziele ich teile. Ich bin nicht käuflich. Ich verteidige nur die, die ich liebe).

## Film
- William Kunstler. Disturbing the Universe, von Emily Kunstler / Sarah Kunstler